# Куминський
Куми́нський (рос. Куминский) — селище міського типу у складі Кондінського району Ханти-Мансійського автономного округу Тюменської області, Росія. Адміністративний центр та єдиний населений пункт Куминського міського поселення.
Населення — 2758 осіб (2017, 3116 у 2010, 2805 у 2002).